# 江東区の町名
本項江東区の町名（こうとうくのちょうめい）では、東京都江東区に存在する、または過去に存在した町名を一覧化するとともに、明治時代初期以来の区内の町名の変遷について説明する。
当区では、西部の深川地区は早くから町地化が進んだが、大正12年（1923年）の関東大震災による被害が甚大で、その後の復興、区画整理に伴い、昭和初期（1931 – 1934年）に大幅な町名変更が行われた。一方、東部の亀戸・大島（おおじま）・砂町地区は、明治11年（1878年）の町村制施行から昭和7年（1932年）の城東区成立までは南葛飾郡に属していた。これら両地区の南に位置する臨海部は明治以降に造成された埋立地である。

## 江東区の前史と行政区画の移り変わり
東京都江東区は、昭和22年（1947年）3月15日、従前の深川区と城東区の区域をもって新設された。前身の2区のうち、深川区は明治11年（1878年）東京府に設置された15区のうちの1つである。一方、城東区はそれから半世紀以上後の昭和7年（1932年）、東京市が周辺の5郡（荏原、北豊島、豊多摩、南足立、南葛飾）に属する82町村を編入した際に成立した20区のうちの1つで、南葛飾郡亀戸町･大島町（おおじままち）･砂町の3町の区域をもって成立した。城東区が存続したのは昭和22年までの15年間のみであった。以下、近世から江東区成立までの行政区画の変遷について略述する。

### 近世
江東区の区域は、西部が旧深川区、東部が旧城東区にあたり、南の臨海部は埋立地である。この区域は近世には武蔵国葛飾郡のうちであり、現在の葛飾区西部、墨田区などとともに西葛西領に属していた。深川地区は早くから町地化し、町奉行の支配下にあった。一方、旧城東区の区域は近郊農村地帯であった。
天正18年（1590年）、徳川家康が関東入りした当時、現・江東区の大部分は水草の茂る海浜の低湿地で、人の住める陸地があったのは亀戸地区のみであった。慶長年間（16世紀末〜17世紀初）、大坂の人という深川八郎右衛門によって埋立と開発が開始され、深川村が成立した。早くから開発が進んだのは、現在の小名木川以北の新大橋、森下、猿江、住吉などの地区である。以後、近世を通じて埋立と新田開発が進められ、次第に現在の江東区の区域が形成されていった。埋立には河川の浚渫によって生じた土砂や、江戸の町から出た塵芥が利用された。江戸に近く、縦横に運河の通じる深川は材木の集散地として栄えた。
深川地区は正徳3年（1713年）以降、町奉行支配に移管された。一方、旧城東区の地域は近郊農村地帯であり、近世末には以下の29村が存在した。
亀戸村、深川出村、中之郷出村、南本所出村、北本所出村、越中島新田、猿江村、深川本村、大島村、八右衛門新田、石小田新田、平井新田、海辺新田、永代新田、千田新田、毛利新田、小名木村、平方村、六間堀出村、治兵衛新田、亀高村、荻新田、又兵衛新田、太郎兵衛新田、中田新田、大塚新田、八郎右衛門新田、砂村新田、久左衛門新田

### 明治維新以降
江戸が「東京」と改称されたのは慶応4年（1868年）のことである。同年7月17日（1868年9月3日）、「江戸ヲ称シテ東京ト為スノ詔書」が発せられ、東京府が設置された（慶応4年9月8日に「明治」と改元）。以後、1889年（明治22年）に東京市が発足するまでの過渡期には、東京府の行政区画はめまぐるしく変遷し、番組制、大区小区制、15区6郡制等と呼ばれる制度が相次いで実施された。
現・江東区域のうち、町奉行支配地であった深川地区は東京府に編入。亀戸村など29村は武蔵知県事の管轄を経て、明治元年11月（1868年12月）、東京府に編入された。
明治2年3月（1869年4月）、東京府では、町地と郷村部との境界線を定める朱引（しゅびき）が行われた。これは、皇居を中心とした市街地（江戸時代の町奉行所支配地に相当）を朱引内とし、その外側を郷村とするもので、朱引内を50の区画に分けて、50番組（50区）が設定された。これとともに、江戸時代から続いていた名主制度が廃止された。同年5月、周囲の郷村部にも5つの組が設定され、これを地方5番組と称した。後に深川区及び城東区となる区域は、このうち朱引内の46番組から49番組、および地方5番組に属した。 
明治4年6月（1871年7月）には朱引が見直されて、朱引内は44区、朱引外は25区（計69区）に区分された。明治4年7月（1871年8月）には廃藩置県が実施された。これにともない、同年11月（1871年12月）、従来の東京府、品川県、小菅県が廃止され、新たな東京府が設置された。同時に朱引が廃止されて、府内は6大区・97小区に分けられた（いわゆる大区小区制）。明治7年（1874年）3月、区割りは再度見直され、朱引が復活。朱引内外に11大区・103小区が設置された。後に江東区となる区域は、このうち朱引内の第6大区1〜5小区、朱引外の第11大区2・3小区に属した。
その後、郡区町村編制法の施行に伴い、大区小区制は廃止され、明治11年（1878年）11月2日、東京府下に15区6郡が置かれた。江東区の前身にあたる2区のうち深川区はこの時設置された。また、城東地区の各村は南葛飾郡の所属となった。

### 市制町村制以降
明治22年（1889年）、市制・町村制が施行され、同年5月1日、東京市（15区からなる）が成立。深川区は東京市の区となった。同時に東京府下の6郡では既存の町村が廃置分合されて85町村に整理された。城東地区の旧村は、一部は深川区に編入され、残りは廃置分合により亀戸村、大島村、砂村の3村に再編された。これら3村とそれ以前の旧村との対応関係は複雑であるため、後に改めて述べる。なお、亀戸村と大島村は明治33年（1900年）、砂村は大正10年（1921年）に町制を施行している。
昭和7年（1932年）10月1日、東京市は周辺の5郡（荏原、北豊島、豊多摩、南足立、南葛飾）に属する82町村を編入し、いわゆる大東京市が成立した。なお、従前の6郡のうち、南豊島郡と東多摩郡が明治29年（1896年）に合併して豊多摩郡となっている。編入された82町村は20区に編成され、東京市は既存の15区と合わせ、35区から構成されることとなった。この時、従前の亀戸町、大島町、砂町の3町の区域をもって城東区が新設された。
昭和18年（1943年）7月1日、東京府と東京市が廃止されて、新たに東京都が設置された。この時、深川区、城東区を含む35区は東京都直轄の区となった。昭和22年（1947年）3月15日、35区は22区に再編される。この時、深川区と城東区は廃止され、両区の区域をもって新たに江東区が設置された。同年8月1日、板橋区から練馬区が分離して東京都の区部は23区となり、現在に至る。

## 深川区の町名
明治2〜5年（1869 - 1872年）前後には、既存の小規模な町の統廃合が実施され、この時点で消滅した町名もあった。明治11年（1878年）11月2日の深川区成立の時点では区内に99町が存在した（富岡公園地を1町と数える）。明治22年（1889年）の市制町村制施行時、南葛飾郡のうち12か村の全部または一部が東京市深川区に編入された。これと同時に、それまで深川区に属していた上大島町の一部（横十間川以東）と下大島町の全部が南葛飾郡大島村に編入された。これらの変更により、横十間川を境として、同川以西が深川区、以東が南葛飾郡（後の城東区）に区分けされた。
明治11年の深川区成立から明治24年までの間には下記のような町名変更があった。
- 深川泉養寺町 - 明治12年、深川猿江裏町に編入。
- 深川末広町 - 明治12年、深川石島町に編入。
- 深川北松代町1〜4丁目 - 明治13年、本所区に編入し本所松代町1〜4丁目に改称。4丁目のみ明治22年、南葛飾郡亀戸村に編入。
- 深川下大島町 - 明治22年、大島村に編入。
- 洲崎弁天町1・2丁目 - 明治20年、洲崎弁天町として成立（埋立地）。翌年1・2丁目に分かれる。
- 深川本村町、深川海辺町、深川千田町、深川東平井町、深川西平井町、深川古石場町 - これら6か町は明治24年の新設で、2年前の明治22年に南葛飾郡から深川区に編入された旧村の区域を再編して成立したものである。
- 深川越中島新田 - 明治24年、深川越中島町に編入。

以上の変更を経て、明治24年の時点では深川区には下表の99町（富岡公園地含む）が存在した。これらの町名は、関東大震災後の被害からの復興後、大幅な再編成が実施されている。

### 深川区町名一覧
深川区の町名は、富岡公園地と、埋立地に新設された洲崎弁天町を除く全ての町名に「深川」を冠称していたが、明治44年（1911年）に町名の簡素化が実施され、「深川」の冠称は廃止された（例:深川区深川佐賀町一丁目→深川区佐賀町一丁目）。震災復興後の新町名にも「深川」の冠称は付されていなかったが、昭和22年（1947年）、江東区の成立に伴い、旧深川区の町名には再び「深川」を冠するようになった。
| 町名（明治24年現在） | 町の成立年 | 町の廃止年                   | 震災復興後の新町名                 | 備考                                  |
| -------------------- | ---------- | ---------------------------- | ---------------------------------- | ------------------------------------- |
| 深川佐賀町一丁目     | 江戸期     | 1931                         | 佐賀町2                            |                                       |
| 深川佐賀町二丁目     | 江戸期     | 1931                         | 佐賀町1                            |                                       |
| 深川松賀町           | 江戸期     | 1931                         | 佐賀町1                            |                                       |
| 深川小松町           | 江戸期     | 1931                         | 佐賀町1、永代1                     |                                       |
| 深川相川町           | 江戸期     | 1931                         | 永代1                              |                                       |
| 深川熊井町           | 江戸期     | 1931                         | 永代1                              |                                       |
| 深川富吉町           | 江戸期     | 1931                         | 佐賀1、永代1                       |                                       |
| 深川諸町             | 江戸期     | 1931                         | 永代1                              |                                       |
| 深川福住町           | 1869       | 1931                         | 永代2                              |                                       |
| 深川伊沢町           | 江戸期     | 1931                         | 福住1                              |                                       |
| 深川一色町           | 江戸期     | 1931                         | 福住1                              |                                       |
| 深川松村町           | 江戸期     | 1931                         | 福住1                              |                                       |
| 深川黒江町           | 江戸期     | 1931                         | 永代2、門前仲町1                   |                                       |
| 深川中島町           | 江戸期     | 1931                         | 永代2                              |                                       |
| 深川蛤町一丁目       | 江戸期     | 1931                         | 永代2                              | 1・2丁目に分かれるのは1869年から      |
| 深川蛤町二丁目       | 江戸期     | 1931                         | 門前仲町1・2                       | 同上                                  |
| 深川大島町           | 江戸期     | 1931                         | 永代2                              |                                       |
| 深川大住町           | 1869       | 1931                         | 福住町2                            |                                       |
| 深川東永代町         | 江戸期     | 1931                         | 福住町2                            |                                       |
| 深川西永代町         | 江戸期     | 1931                         | 佐賀町2                            |                                       |
| 深川材木町           | 江戸期     | 1931                         | 福住町2                            |                                       |
| 深川堀川町           | 江戸期     | 1931                         | 佐賀町2                            |                                       |
| 深川中川町           | 江戸期     | 1931                         | 佐賀町2                            |                                       |
| 深川富田町           | 江戸期     | 1931                         | 佐賀町2                            |                                       |
| 深川今川町           | 江戸期     | 1931                         | 佐賀町2                            |                                       |
| 深川清住町           | 江戸期     | 1932                         | 清澄町1〜3                         |                                       |
| 深川伊勢崎町         | 江戸期     | 1932                         | 清澄町2・3                         |                                       |
| 深川東平野町         | 江戸期     | 1932                         | 平野町2・3                         |                                       |
| 深川西平野町         | 江戸期     | 1932                         | 平野町1・2                         |                                       |
| 深川山本町           | 江戸期     | 1932                         | 平野町3、三好町3                   |                                       |
| 深川入船町           | 江戸期     | 1931                         | 木場1                              |                                       |
| 深川吉永町           | 江戸期     | 1931                         | 平野町4                            |                                       |
| 深川久永町           | 江戸期     | 1932                         | 平野町4                            | 1871年までは1・2丁目があった          |
| 深川東大工町         | 1871       | 1932                         | 白河町1〜4、三好町2〜4             |                                       |
| 深川西大工町         | 1871       | 1932                         | 清澄町1・2                         |                                       |
| 深川仲大工町         | 1871       | 1932                         | 清澄町3                            |                                       |
| 深川裏大工町         | 1871       | 1932                         | 清澄町3                            |                                       |
| 深川霊巌町           | 1869       | 1932                         | 白河町1〜3、三好町1〜3、平野町1・2 |                                       |
| 深川和倉町           | 1869       | 1940町域再編、1941廃止       | 深川1・2                           |                                       |
| 深川東扇橋町         | 1870       | 1936                         | 扇橋1〜3                           |                                       |
| 深川石島町           | 江戸期     | 1936                         | 扇橋1、千田町、千石1               |                                       |
| 深川豊住町           | 1869       | 1932再編                     | 豊住町1〜3                         |                                       |
| 深川洲崎町           | 1869       | 1931                         | 平久町1                            |                                       |
| 深川平富町一丁目     | 1869       | 1931                         | 牡丹町3                            |                                       |
| 深川平富町二丁目     | 1869       | 1931                         | 牡丹町3・4                         |                                       |
| 深川佃町             | 江戸期     | 1931                         | 牡丹町2・3                         |                                       |
| 深川牡丹町           | 1869       | 1931再編                     | 牡丹町2                            |                                       |
| 深川島崎町           | 江戸期     | 1932                         | 平野町4                            |                                       |
| 深川富岡門前東仲町   | 1869       | 1931                         | 富岡町1・2                         | 1911門前東仲町に改称                  |
| 深川西永町           | 江戸期     | 1932                         | 平野町3                            |                                       |
| 深川数矢町           | 1869       | 1931                         | 富岡町2                            |                                       |
| 深川島田町           | 江戸期     | 1931                         | 木場1                              |                                       |
| 深川木場町           | 江戸期     | 1931                         | 木場3・4                           |                                       |
| 深川茂森町           | 江戸期     | 1931                         | 木場4                              |                                       |
| 深川扇町             | 江戸期     | 1931                         | 木場4                              |                                       |
| 深川鶴歩町           | 江戸期     | 1931                         | 木場2                              |                                       |
| 深川大和町           | 江戸期     | 1940                         | 冬木町                             |                                       |
| 深川亀久町           | 江戸期     | 1940                         | 冬木町                             |                                       |
| 深川冬木町           | 江戸期     | 1940町域再編、1941町域再々編 | 冬木町                             |                                       |
| 深川亀住町           | 1869       | 1940町域再編、1941廃止       | 深川1                              |                                       |
| 深川万年町一丁目     | 江戸期     | 1940                         | 深川1                              |                                       |
| 深川万年町二丁目     | 江戸期     | 1940                         | 深川1・2                           |                                       |
| 深川永堀町           | 江戸期     | 1931                         | 福住町2                            |                                       |
| 深川三好町           | 江戸期     | 1932再編                     | 平野町4、三好町4                   |                                       |
| 深川平久町一丁目     | 1869       | 1931再編                     | 平久町1                            |                                       |
| 深川平久町二丁目     | 1869       | 1931再編                     | 平久町1                            |                                       |
| 深川扇橋町一丁目     | 江戸期     | 1932                         | 白河町4、三好町4                   | 「扇橋」の地名は旧･東扇橋町部分に残る |
| 深川扇橋町二丁目     | 江戸期     | 1932                         | 三好町4、平野町4                   | 同上                                  |
| 深川越中島町         | 江戸期     | 1931再編                     | 越中島町、古石場1、牡丹町1         |                                       |
| 深川元加賀町         | 江戸期     | 1932                         | 白河町3、三好町3・4                |                                       |
| 深川富岡門前町       | 1869       | 1931                         | 富岡町1                            |                                       |
| 深川富岡門前仲町     | 1869       | 1931再編                     | 門前仲町1・2                       | 1911門前仲町に改称                    |
| 深川富岡門前山本町   | 1869       | 1931                         | 門前仲町2                          | 1911門前山本町に改称                  |
| 富岡公園地           | 1873       | 1931                         | 富岡町1                            |                                       |
| 深川東元町           | 1872       | 1934                         | 高橋1・2・3                        |                                       |
| 深川西元町           | 1871       | 1934                         | 常盤町1                            |                                       |
| 深川八名川町         | 江戸期     | 1934                         | 新大橋2・3                         |                                       |
| 深川安宅町           | 1869       | 1934                         | 新大橋1                            |                                       |
| 深川御船蔵前町       | 江戸期     | 1934                         | 新大橋2                            |                                       |
| 深川東六間堀町       | 1871       | 1931                         | 常盤町2、森下町1                   |                                       |
| 深川西六間堀町       | 1871       | 1934                         | 新大橋2・3                         |                                       |
| 深川常盤町一丁目     | 江戸期     | 1934再編                     | 常盤町2                            |                                       |
| 深川常盤町二丁目     | 江戸期     | 1934再編                     | 常盤町2                            |                                       |
| 深川東森下町         | 1872       | 1934                         | 高橋1、森下町2                     |                                       |
| 深川西森下町         | 1872       | 1934                         | 常盤町2、森下町1                   |                                       |
| 深川富川町           | 江戸期     | 1934                         | 高橋3・4・5                        |                                       |
| 深川東町             | 江戸期     | 1934                         | 猿江町1、住吉町1                   |                                       |
| 深川西町             | 江戸期     | 1934                         | 高橋4・5                           |                                       |
| 深川猿江町           | 江戸期     | 1934                         | 猿江町1・2                         |                                       |
| 深川猿江裏町         | 江戸期     | 1934                         | 猿江町1・2、住吉町1・2             |                                       |
| 深川上大島町         | 江戸期     | 1934                         | 猿江町2                            |                                       |
| 深川古石場町         | 1891       | 1934                         | 牡丹町1〜4、古石場1〜4             |                                       |
| 深川本村町           | 1891       | 1934                         | 猿江町2、住吉町2、毛利町           |                                       |
| 深川海辺町           | 1891       | 1936再編                     | 海辺町                             |                                       |
| 深川千田町           | 1891       | 1936再編                     | 扇橋町2、千石町1〜3、海辺町        |                                       |
| 深川東平井町         | 1891       | 1934                         | 加崎町、東陽町1・2、平井町1・2     |                                       |
| 深川西平井町         | 1891       | 1934                         | 加崎町、東陽町2・3、平井町2・3     |                                       |
| 洲崎弁天町一丁目     | 1888       | 1967                         |                                    | 住居表示実施直前まで存続              |
| 洲崎弁天町二丁目     | 1888       | 1967                         |                                    | 同上                                  |

明治24年以降、昭和7年（1932年）の城東区成立までの間に新設された町名は下記のとおり。
- 深川新安宅町 - 明治38年（1905年）成立、昭和9年（1934年）廃止。新大橋付近の河川埋立地。[3]
- 塩浜町 - 大正3年（1914年）成立、昭和6年（1931年）廃止。埋立地。昭和43年成立の「塩浜一・二丁目」とは別個の地域で、現行の木場六丁目にあたる。
- 塩崎町 - 大正11年（1922年）成立、昭和43年（1968年）廃止。埋立地。
- 浜園町 - 大正11年成立、昭和43年廃止。埋立地。
- 枝川町一・二丁目 - 昭和3年（1928年）成立、昭和43年廃止。埋立地。

## 南葛飾郡の旧村

### 旧村と編入先
現在の江東区に相当する地域には、近世末には29か村があったことは前述のとおりである。このうち越中島新田は明治11年（1878年）に深川区に編入、明治24年（1891年）に深川越中島町に編入された。他の28か村（南葛飾郡）は明治22年（1889年）の市制町村制施行時、大部分が新設の3か村（亀戸村、大島村、砂村）のうちとなり、残りは深川区へ編入された。この時深川区に編入されたのは、横十間川以西の区域と、各所に散在していた旧村の飛地である。
明治22年に南葛飾郡から深川区に編入された区域は、暫定的に深川区内の「村」として残っていたが、明治24年に近隣の町域に組み込まれた。一例として、旧亀戸村は明治22年、大部分が（新）亀戸村、大島村、吾嬬村のうちとなり、村の飛地だった南江耕地、大横川、古石場のみが深川区へ編入された。以上の飛地は明治24年にそれぞれ深川猿江裏町、深川東町、深川古石場町に編入された。
以下の表は、現江東区域にあった28か村（越中島新田を除く）について、明治22年の市制町村制施行時の編入先と、明治24年の深川区の町名再編に伴う編入先をまとめたものである。
| 村名           | 明治22年町村制施行時の編入先         | 明治24年の編入先（「深川」の冠称略） | 備考 |
| -------------- | ------------------------------------ | ------------------------------------ | ---- |
| （旧）亀戸村   | （新）亀戸村、大島村、吾嬬村、深川区 | 猿江裏町、東町、古石場町             |      |
| 深川出村       | 大島村、亀戸村                       |                                      |      |
| 中之郷出村     | 大島村                               |                                      |      |
| 南本所出村     | 大島村、亀戸村、砂村                 |                                      |      |
| 北本所出村     | 大島村、亀戸村                       |                                      |      |
| 猿江村         | 大島村、深川区                       | 東町、猿江町、猿江裏町、上大島町     |      |
| 深川本村       | 大島村、深川区                       | 本村町、東町、猿江裏町               |      |
| （旧）大島村   | （新）大島村、深川区                 | 猿江裏町                             |      |
| 八右衛門新田   | 砂村、深川区                         | 東扇橋町                             |      |
| 石小田新田     | 深川区                               | 東平井町、西平井町、豊住町           |      |
| 平井新田       | 砂村、深川区                         | 東平井町、西平井町                   |      |
| 海辺新田       | 深川区                               | 海辺町、石島町、古石場町             |      |
| 永代新田       | 砂村、深川区                         | 海辺町、石島町                       |      |
| 千田新田       | 深川区                               | 千田町                               |      |
| 毛利新田       | 深川区                               | 本村町                               |      |
| 小名木村       | 大島村、深川区                       | 猿江裏町                             |      |
| 平方村         | 大島村                               |                                      |      |
| 六間堀出村     | 大島村                               |                                      |      |
| 治兵衛新田     | 砂村                                 |                                      |      |
| 亀高村         | 砂村                                 |                                      |      |
| 荻新田         | 砂村                                 |                                      |      |
| 又兵衛新田     | 砂村                                 |                                      |      |
| 太郎兵衛新田   | 砂村                                 |                                      |      |
| 中田新田       | 砂村                                 |                                      |      |
| 大塚新田       | 砂村                                 |                                      |      |
| 八郎右衛門新田 | 砂村                                 |                                      |      |
| 砂村新田       | 砂村                                 |                                      |      |
| 久左衛門新田   | 砂村、深川区                         | 古石場町                             |      |

### 南葛飾郡から深川区へ編入された地域
明治22年に南葛飾郡から深川区へ編入された地域は、以下のとおりである。
亀戸村（飛地）、猿江村（横十間川以西）、深川本村（一部）、大島村（飛地）、八右衛門新田（一部）、石小田新田、平井新田（一部）、海辺新田、永代新田（横十間川以西）、千田新田、毛利新田、久左衛門新田（飛地古石場）
明治24年（1891年）、深川区内の町域再編が実施され、上記の旧村の区域をもって新たに6か町が成立。また、旧村の一部は深川猿江町など既存の町域に編入された。以下の表はこの時の町域再編に係る新旧対照表である。
| 町名         | 町の成立年 | 1891年に編入した区域             | 備考                                                       |
| ------------ | ---------- | -------------------------------- | ---------------------------------------------------------- |
| 深川本村町   | 1891年新設 | 深川本村、毛利新田、猿江裏町     |                                                            |
| 深川海辺町   | 1891年新設 | 海辺新田、永代新田               | 1936年、当町の一部を扇橋町に編入、千田町の一部を当町に編入 |
| 深川千田町   | 1891年新設 | 千田新田                         | 1936年、石島町の一部を編入                                 |
| 深川東平井町 | 1891年新設 | 平井新田、石小田新田             |                                                            |
| 深川西平井町 | 1891年新設 | 平井新田、石小田新田、洲崎弁天町 |                                                            |
| 深川古石場町 | 1891年新設 | 海辺新田、久左衛門新田、亀戸村   |                                                            |
| 深川猿江町   | 江戸期     | 猿江村、猿江裏町、上大島町       | 1891年、一部を上大島町に編入                               |
| 深川猿江裏町 | 江戸期     | 深川本村、亀戸村、猿江村、大島村 | 1891年、一部を猿江町・本村町に編入                         |
| 深川東町     | 江戸期     | 深川本村、亀戸村、猿江村         |                                                            |
| 深川東扇橋町 | 1870年     | 八右衛門新田                     |                                                            |
| 深川上大島町 | 江戸期     | 猿江村、猿江町                   | 1891年、一部を猿江町に編入                                 |

### 亀戸村、大島村、砂村
城東区の前身である亀戸村、大島村、砂村は明治22年（1889年）の市制町村制施行時に新設された。これら3村の成立直前の行政区画名、及び城東区成立までの変遷は以下のとおりである。
亀戸村
（旧）亀戸村の大部分、深川出村、南本所出村、北本所出村の各一部（飛地）のほか、柳島村、小梅村、中之郷村、押上村の各一部、亀戸町、本所松代町四丁目、本所瓦町（もと南本所瓦町）、本所五ノ橋町の各全域をもって、明治22年に新設された。南本所出村、北本所出村の各出村の本町と柳島村以下の4か村はその大部分が現在の墨田区のうちである。また亀戸町以下の4か町は、明治11年（本所松代町四丁目は明治13年）から22年までは本所区の町であった。上述の旧村・旧町が新・亀戸村の大字名に引き継がれ、12大字を構成した。なお、上述の「亀戸町」は、南葛飾郡の自治体としての亀戸町（明治33年町制、昭和7年廃止）ではなく、本所区の町の1つであった亀戸町である。
亀戸村は明治33年（1900年）に町制を施行して亀戸町となる。大正14年（1925年）に上述の12大字を廃して一〜九丁目が成立。この新しい大字が昭和7年（1932年）の城東区成立時にそのまま亀戸町一〜九丁目となり、町名・町域として引き継がれ、昭和43年（1968年）の住居表示実施直前まで存続した。
大島村
小名木村、平方村、六間堀出村、中之郷出村の各全域、深川区深川下大島町の全域、深川区深川上大島町の一部、深川出村、南本所出村、北本所出村、（旧）大島村の各大部分（飛地除く）、（旧）亀戸村、猿江村、深川本村の各一部に、小梅村飛地、須崎村飛地を加えた地域をもって、明治22年に新設された。南本所出村、北本所出村、中之郷出村の各村の本村（南北本所は町）と小梅村と須崎村はその大部分が現在の墨田区のうちである。上述の旧村・旧町が新・大島村の大字名に引き継がれ、15大字を構成した。
大島村は明治33年（1900年）に町制を施行して大島町となる。大正4年（1915年）に上述の15大字を廃して一〜八丁目が成立。この新しい大字が昭和7年（1932年）の城東区成立時にそのまま大島町一〜八丁目となり、町名・町域として引き継がれ、昭和40年（1965年）の住居表示実施まで存続した。
砂村
治兵衛新田、亀高村、荻新田、又兵衛新田、太郎兵衛新田、中田新田、大塚新田、八郎右衛門新田、砂村新田のそれぞれ全域、八右衛門新田、久左衛門新田のそれぞれ大部分（飛地除く）、南本所出村（飛地）、平井新田、永代新田の各一部をもって、明治22年に新設された。上述の旧村のうち南本所出村を除く13村が砂村の大字名に引き継がれ、13大字を構成した。
砂村は大正10年（1921年）に町制を施行して砂町となる。同時に大字名の変更が行われた。すなわち、旧大字名から「新田」の2字を削ったほか、砂村新田を本砂町、八郎右衛門新田を四十町（しじっちょう）と改めた。後者の変更は、「八郎右衛門新田」と「八右衛門新田」が並存してまぎらわしかったことによる。昭和7年（1932年）の城東区成立時にそれまでの13大字を廃して北砂町一〜十丁目、南砂町一〜九丁目が成立。この町名が昭和41・42年（1966・1967年）の住居表示実施まで存続した。

## 住居表示実施直前の町名

### 深川地区
1923年の関東大震災からの復興に際し、東京市では各地で区画整理と町名改正が実施された。これに伴い、新たな町名・町界が設定され、多くの旧町名が廃止された。江東区の前身の1つである深川区においても昭和時代初期に震災復興に伴う大幅な町名改正が実施されている。その後、1962年に「住居表示に関する法律」が施行され、同法に基づく住居表示の実施によって、江東区の町名は再度変更されている。
江東区では、1965年から順次区内の住居表示が実施され、1971年までに新規埋立地を除く旧深川区・城東区域の住居表示実施が完了している。
以下は、旧深川区の区域の住居表示実施直前（1964年現在）の町名と現行町名の対照表である。1964年の時点で存在していた町名の大部分は昭和時代初期、震災復興による町名改正に伴って新設された町名である。1965年以降の住居表示実施に際しては、震災復興時の町名がおおむね継承された。ただし、平久町、豊住町、平井町、洲崎弁天町、加崎町のように消滅したものもある。
「深川」の冠称について
旧深川区の町名のうち、昭和時代初期、震災復興による町名改正に伴って新設された町名は、当初は「深川」を冠称していなかったが、1947年の深川区廃止・江東区成立以後は「深川」を冠称している（除:深川一・二丁目）。
| 町名（1964年現在）       | 町成立直前の旧地名                                                                                | 町の成立年 | 町の廃止年   | 現町名                     | 備考                                                                                       |
| ------------------------ | ------------------------------------------------------------------------------------------------- | ---------- | ------------ | -------------------------- | ------------------------------------------------------------------------------------------ |
| 深川新大橋一〜三丁目     | 御船蔵前町、安宅町、西六間堀町、八名川町、新安宅町、本所区松井町1                                 | 1934       | 1971住居表示 | 新大橋1〜3                 |                                                                                            |
| 深川常盤町一〜二丁目     | 常盤町1・2、新安宅町、東六間堀町、西森下町、西元町                                                | 1934再編   | 1971住居表示 | 常盤1・2                   |                                                                                            |
| 深川森下町一〜二丁目     | 西森下町、東森下町、東六間堀町                                                                    | 1934       | 1971住居表示 | 森下1〜3、新大橋3          |                                                                                            |
| 深川高橋一〜五丁目       | 東森下町、東元町、富川町、西町                                                                    | 1934       | 1971         | 高橋、森下3〜5             |                                                                                            |
| 深川清澄町一〜三丁目     | 清澄町、西大工町、伊勢崎町、裏大工町、仲大工町                                                    | 1932再編   | 1970住居表示 | 清澄1〜3                   |                                                                                            |
| 深川白河町一〜四丁目     | 東大工町、霊巌町、元加賀町、扇橋1                                                                 | 1932       | 1970住居表示 | 白河1〜4                   |                                                                                            |
| 深川三好町一〜四丁目     | 三好町、霊巌町、元加賀町、山本町、東大工町、扇橋1・2                                              | 1932再編   | 1970住居表示 | 三好1〜4、平野1〜4         |                                                                                            |
| 深川平野町一〜四丁目     | 吉永町、西永町、久永町、島崎町、東平野町、西平野町、霊巌町、山本町、三好町、扇橋2                 | 1932       | 1970住居表示 | 平野1〜4                   |                                                                                            |
| 深川佐賀町一〜二丁目     | 佐賀町1・2、松賀町、小松町、富吉町、中川町、堀川町、富田町、今川町、西永代町                      | 1931再編   | 1969住居表示 | 佐賀1・2                   |                                                                                            |
| 深川福住町一〜二丁目     | 一色町、伊沢町、松村町、黒江町、永堀町、大住町、東永代町、材木町                                  | 1931       | 1969住居表示 | 福住1・2                   | 1869年から1931年まで存在した（深川）福住町（現・永代2）とは別の町域。                      |
| 深川一〜二丁目           | 亀住町、冬木1、和倉1                                                                              | 1941       | 1969住居表示 | 深川1・2                   | 1940までは亀住町、万年1・2、冬木町、和倉町                                                 |
| 深川冬木町               | 冬木2、和倉2                                                                                      | 1941再編   | 1969住居表示 | 冬木                       | 1940までは冬木町、大和町、亀久町                                                           |
| 深川永代一〜二丁目       | 福住町、中島町、門前仲町、熊井町、諸町、相川町、小松町、富吉町、黒江町、蛤町1、大島町（東永代町） | 1931       | 1969住居表示 | 永代1・2                   |                                                                                            |
| 深川門前仲町一〜二丁目   | 門前仲町、黒江町、蛤町2、門前山本町                                                               | 1931再編   | 1969住居表示 | 門前仲町1・2               |                                                                                            |
| 深川富岡町一〜二丁目     | 富岡公園、富岡門前町、門前東仲町、数矢町                                                          | 1931       | 1969住居表示 | 富岡1・2                   |                                                                                            |
| 深川木場一〜四丁目       | 木場町、島田町、入船町、鶴歩町、茂森町、扇町                                                      | 1931       | 1967住居表示 | 木場2〜5                   | 住居表示後の木場1・6はもと深川平久町1・2                                                   |
| 深川毛利町               | 猿江裏町、本村町                                                                                  | 1934       | 1968住居表示 | 毛利1・2                   |                                                                                            |
| 深川住吉町一〜二丁目     | 猿江裏町、東町、本村町                                                                            | 1934       | 1968住居表示 | 住吉1・2                   |                                                                                            |
| 深川猿江町一〜二丁目     | 猿江町、猿江裏町、上大島町、東町、本村町                                                          | 1934       | 1968住居表示 | 猿江1・2                   |                                                                                            |
| 深川扇橋一〜三丁目       | 東扇橋町、石島町、千田町、海辺町                                                                  | 1936       | 1968住居表示 | 扇橋1〜3                   |                                                                                            |
| 深川石島町               | 石島町                                                                                            | 1936再編   | 1968         | 石島、千石1                | 旧石島町の一部は1936扇橋1・2、千田町、千石町1に編入                                        |
| 深川千田町               | 千田町、石島町                                                                                    | 1936再編   | 1968         | 千田                       |                                                                                            |
| 深川海辺町               | 海辺町、千田町                                                                                    | 1936再編   | 1968         | 海辺                       |                                                                                            |
| 深川千石町一〜三丁目     | 千田町、石島町                                                                                    | 1936       | 1968住居表示 | 千石1〜3                   |                                                                                            |
| 深川豊住町一〜三丁目     | 深川六万坪町、武家地                                                                              | 1869       | 1967         | 東陽6・7                   | 一〜三丁目に分かれるのは1932年                                                             |
| 深川平井町一〜二丁目     | 西平井町、東平井町                                                                                | 1932       | 1967         | 東陽3〜5、南砂2            |                                                                                            |
| 深川東陽町一〜三丁目     | 西平井町、東平井町                                                                                | 1932       | 1967         | 東陽3・4                   |                                                                                            |
| 深川牡丹町一〜四丁目     | 牡丹町、大島町、古石場町、越中島町、佃町、平富町1・2                                              | 1931再編   | 1969         | 牡丹1〜3、越中島1、古石場1 |                                                                                            |
| 深川古石場一〜四丁目     | 古石場町、越中島町                                                                                | 1931       | 1969         | 古石場1〜3                 |                                                                                            |
| 深川越中島町一〜三丁目   | 越中島町                                                                                          | 1931       | 1969住居表示 | 越中島1〜3                 |                                                                                            |
| 深川平久町一〜二丁目     | 平久町1・2、洲崎町、塩浜町                                                                        | 1931       | 1967         | 木場1・6                   | 前身町名の塩浜町は1914年成立                                                               |
| 深川洲崎弁天町一〜二丁目 | 埋立地                                                                                            | 1887       | 1967         | 東陽1                      | 一・二丁目に分かれるのは1888年から                                                         |
| 深川加崎町               | 西平井町、東平井町                                                                                | 1934       | 1967         | 新砂1、東陽2               |                                                                                            |
| 深川塩崎町               | 埋立地                                                                                            | 1922       | 1968         | 塩浜2                      |                                                                                            |
| 深川浜園町               | 埋立地                                                                                            | 1922       | 1968         | 塩浜1                      |                                                                                            |
| 深川枝川町一〜二丁目     | 埋立地                                                                                            | 1928       | 1968住居表示 | 枝川1〜3                   |                                                                                            |
| 深川豊洲一〜五丁目       | 埋立地                                                                                            | 1937       | 1968住居表示 | 豊洲1〜6                   |                                                                                            |
| 深川東雲一〜二丁目       | 埋立地                                                                                            | 1938       | 1968住居表示 | 東雲1                      | 1965年南側埋立地に三丁目を起立、1968年、旧一・二丁目を新一丁目、旧三丁目を新二丁目とする。 |

### 城東地区
以下は、旧城東区の区域の住居表示実施直前（1964年現在）の町名と現行町名の対照表である。
| 町名（1964年現在） | 町成立直前の旧地名                                                                 | 町の成立年 | 町の廃止年 | 現町名                       | 備考 |
| ------------------ | ---------------------------------------------------------------------------------- | ---------- | ---------- | ---------------------------- | --- |
| 亀戸町一〜九丁目   | 南葛飾郡亀戸町大字一〜九丁目                                                       | 1932       | 1968       | 亀戸1〜9                     | もとは南葛飾郡亀戸町大字亀戸・亀戸町・松代町四丁目・瓦町・五ノ橋町・深川出村・北本所出村・南本所出村・柳島・小梅・中之郷・押上。1925年、以上の大字を廃し、大字一〜九丁目とする。                       |
| 大島町一〜八丁目   | 南葛飾郡大島町大字一〜八丁目                                                       | 1932       | 1965       | 大島1〜9                     | もとは南葛飾郡大字大島・下大島町・上大島町・深川本村・深川出村・小名木・平方・六間堀出村・中之郷出村・南本所出村・北本所出村・亀戸・猿江・小梅・須崎。1915年、以上の大字を廃し、大字一〜九丁目とする。 |
| 北砂町一〜十丁目   | 南葛飾郡砂町大字治兵衛・亀高・荻・又兵衛・太郎兵衛・中田・大塚・八右衛門・久左衛門 | 1932       | 1967       | 北砂1〜7、東砂1〜5           | |
| 南砂町一〜九丁目   | 南葛飾郡砂町大字四十町・本砂町・平井・永代                                         | 1932       | 1967       | 南砂1〜7、東砂5〜8、新砂1〜3 | |

### 深川一・二丁目及び冬木地区
深川一・二丁目及び冬木地区では昭和15年（1940年）の町名変更後、翌昭和16年（1941年）に再度町名が変更されている。この地区に明治期から昭和15年まで存在した町名は深川亀住町、深川万年町一・二丁目、深川和倉町、深川冬木町、深川亀久町、深川大和町であった（明治44年・1911年に各町名から「深川」の冠称を取る）。深川亀住町と深川和倉町は明治2年（1869年）成立、他は江戸期成立の町である。
昭和15年に以下の変更が実施された。
- 亀住町に万年町一丁目の全域と万年町二丁目・和倉町の各一部を編入。同時に亀住町の一部を新設の冬木町一丁目に編入。
- 亀住町、万年町二丁目、和倉町、冬木町、亀久町、大和町の各一部をもって冬木町一・二丁目を新設。
- 和倉町、冬木町、大和町の各一部をもって和倉町一・二丁目を新設。

昭和16年、亀住町、冬木町一丁目、和倉町一丁目の区域をもって深川一・二丁目を新設。同時に冬木町二丁目、和倉町二丁目の区域をもって新たな冬木町を設置した。
以上の経緯を一覧化すると下表のとおりである。
| 町名（1969年住居表示後） | 1941年変更後の町名 | 1940年変更後の町名 | 1940年以前の町名                   |
| ------------------------ | ------------------ | ------------------ | ---------------------------------- |
| 深川一丁目               | 深川一丁目         | 亀住町             | 亀住町、万年一・二丁目、和倉町     |
| 深川二丁目               | 深川二丁目         | 和倉町一丁目       | 和倉町                             |
| 深川二丁目               | 深川二丁目         | 冬木町一丁目       | 亀住町、万年二丁目、和倉町、冬木町 |
| 冬木                     | 冬木町             | 和倉町二丁目       | 冬木町、大和町                     |
| 冬木                     | 冬木町             | 冬木町二丁目       | 冬木町、亀久町、大和町             |

## 現行行政町名
江東区では、2020年（令和2年）4月1日に町名が新設された海の森を除く全域で住居表示に関する法律に基づく住居表示が実施されている。
江東区は深川地区・城東地区の45個の町からなる。現在でも海岸隣接地域の埋立により、区の面積が増え続けている。
| 町名       | 町名の読み | 町区域新設年月日 | 住居表示実施年月日 | 住居表示実施前の町名等                                                                                             | 備考                                              |
| ---------- | ---------- | ---------------- | ------------------ | --- | ------------------------------------------------- |
| 枝川一丁目 | えだがわ   | 1968年4月1日     | 1968年4月1日       | 深川枝川町1・2（全）                                                                                               |                                                   |
| 枝川二丁目 | えだがわ   | 1968年4月1日     | 1968年4月1日       | 深川枝川町1・2（全）                                                                                               |                                                   |
| 枝川三丁目 | えだがわ   | 1968年4月1日     | 1968年4月1日       | 深川枝川町1・2（全）                                                                                               |                                                   |
| 木場一丁目 | きば       | 1967年7月1日     | 1967年7月1日       | 深川木場1〜4（全）、深川平久町1・2                                                                                 |                                                   |
| 木場二丁目 | きば       | 1967年7月1日     | 1967年7月1日       | 深川木場1〜4（全）、深川平久町1・2                                                                                 |                                                   |
| 木場三丁目 | きば       | 1967年7月1日     | 1967年7月1日       | 深川木場1〜4（全）、深川平久町1・2                                                                                 |                                                   |
| 木場四丁目 | きば       | 1967年7月1日     | 1967年7月1日       | 深川木場1〜4（全）、深川平久町1・2                                                                                 |                                                   |
| 木場五丁目 | きば       | 1967年7月1日     | 1967年7月1日       | 深川木場1〜4（全）、深川平久町1・2                                                                                 |                                                   |
| 木場六丁目 | きば       | 1967年7月1日     | 1967年7月1日       | 深川木場1〜4（全）、深川平久町1・2                                                                                 |                                                   |
| 塩浜一丁目 | しおはま   | 1968年4月1日     | 1968年4月1日       | 深川浜園町（全）、深川塩崎町（全）                                                                                 |                                                   |
| 塩浜二丁目 | しおはま   | 1968年4月1日     | 1968年4月1日       | 深川浜園町（全）、深川塩崎町（全）                                                                                 |                                                   |
| 潮見一丁目 | しおみ     | 1988年1月1日     | 1988年1月1日       | 潮見1・2（全） | 町名成立は1968年1月30日（当時は住居表示未実施）。 |
| 潮見二丁目 | しおみ     | 1988年1月1日     | 1988年1月1日       | 潮見1・2（全） | 町名成立は1968年1月30日（当時は住居表示未実施）。 |
| 東陽一丁目 | とうよう   | 1967年7月1日     | 1967年7月1日       | 深川洲崎弁天町1・2、深川東陽町1・2、深川平井町1・2、深川豊住町1〜3（以上全）、深川加崎町、深川東陽町3、深川平井町3 |                                                   |
| 東陽二丁目 | とうよう   | 1967年7月1日     | 1967年7月1日       | 深川洲崎弁天町1・2、深川東陽町1・2、深川平井町1・2、深川豊住町1〜3（以上全）、深川加崎町、深川東陽町3、深川平井町3 |                                                   |
| 東陽三丁目 | とうよう   | 1967年7月1日     | 1967年7月1日       | 深川洲崎弁天町1・2、深川東陽町1・2、深川平井町1・2、深川豊住町1〜3（以上全）、深川加崎町、深川東陽町3、深川平井町3 |                                                   |
| 東陽四丁目 | とうよう   | 1967年7月1日     | 1967年7月1日       | 深川洲崎弁天町1・2、深川東陽町1・2、深川平井町1・2、深川豊住町1〜3（以上全）、深川加崎町、深川東陽町3、深川平井町3 |                                                   |
| 東陽五丁目 | とうよう   | 1967年7月1日     | 1967年7月1日       | 深川洲崎弁天町1・2、深川東陽町1・2、深川平井町1・2、深川豊住町1〜3（以上全）、深川加崎町、深川東陽町3、深川平井町3 |                                                   |
| 東陽六丁目 | とうよう   | 1967年7月1日     | 1967年7月1日       | 深川洲崎弁天町1・2、深川東陽町1・2、深川平井町1・2、深川豊住町1〜3（以上全）、深川加崎町、深川東陽町3、深川平井町3 |                                                   |
| 東陽七丁目 | とうよう   | 1967年7月1日     | 1967年7月1日       | 深川洲崎弁天町1・2、深川東陽町1・2、深川平井町1・2、深川豊住町1〜3（以上全）、深川加崎町、深川東陽町3、深川平井町3 |                                                   |

| 町名         | 町名の読み | 町区域新設年月日 | 住居表示実施年月日 | 住居表示実施前の町名等 | 備考 |
| ------------ | ---------- | ---------------- | ------------------ | ---------------------- | --- |
| 豊洲一丁目   | とよす     | 1968年4月1日     | 1968年4月1日       | 深川豊洲1〜6（全）     | |
| 豊洲二丁目   | とよす     | 1968年4月1日     | 1968年4月1日       | 深川豊洲1〜6（全）     | |
| 豊洲三丁目   | とよす     | 1968年4月1日     | 1968年4月1日       | 深川豊洲1〜6（全）     | |
| 豊洲四丁目   | とよす     | 1968年4月1日     | 1968年4月1日       | 深川豊洲1〜6（全）     | |
| 豊洲五丁目   | とよす     | 1968年4月1日     | 1968年4月1日       | 深川豊洲1〜6（全）     | |
| 豊洲六丁目   | とよす     | 1968年4月1日     | 1968年4月1日       | 深川豊洲1〜6（全）     | |
| 青海一丁目   | あおみ     | 2009年11月1日    | 2009年11月1日      | 青海1・2               | 旧青海一・二丁目は1983年1月1日成立（当時は住居表示未実施）。住居表示実施時に旧二丁目を新二・三・四丁目とする。 |
| 青海二丁目   | あおみ     | 2009年11月1日    | 2009年11月1日      | 青海1・2               | 旧青海一・二丁目は1983年1月1日成立（当時は住居表示未実施）。住居表示実施時に旧二丁目を新二・三・四丁目とする。 |
| 青海三丁目   | あおみ     | 2009年11月1日    | 2009年11月1日      | 青海1・2               | 旧青海一・二丁目は1983年1月1日成立（当時は住居表示未実施）。住居表示実施時に旧二丁目を新二・三・四丁目とする。 |
| 青海四丁目   | あおみ     | 2009年11月1日    | 2009年11月1日      | 青海1・2               | 旧青海一・二丁目は1983年1月1日成立（当時は住居表示未実施）。住居表示実施時に旧二丁目を新二・三・四丁目とする。 |
| 有明一丁目   | ありあけ   | 1968年4月1日     | 1968年4月1日       | 深川有明町1〜5（全）   | 三・四丁目の成立は1979年4月1日（当時は住居表示未実施）。                                                       |
| 有明二丁目   | ありあけ   | 1968年4月1日     | 1968年4月1日       | 深川有明町1〜5（全）   | 三・四丁目の成立は1979年4月1日（当時は住居表示未実施）。                                                       |
| 有明三丁目   | ありあけ   | 2009年11月1日    | 2009年11月1日      | 深川有明町1〜5（全）   | 三・四丁目の成立は1979年4月1日（当時は住居表示未実施）。                                                       |
| 有明四丁目   | ありあけ   | 2009年11月1日    | 2009年11月1日      | 深川有明町1〜5（全）   | 三・四丁目の成立は1979年4月1日（当時は住居表示未実施）。                                                       |
| 東雲一丁目   | しののめ   | 1968年4月1日     | 1968年4月1日       | 深川東雲1〜3（全）     | |
| 東雲二丁目   | しののめ   | 1968年4月1日     | 1968年4月1日       | 深川東雲1〜3（全）     | |
| 新木場一丁目 | しんきば   | 1978年2月1日     | 1978年2月1日       | 新木場1〜4（全）       | 町名成立は一〜三丁目が1972年11月1日、四丁目が1979年4月1日（当時は住居表示未実施）。                            |
| 新木場二丁目 | しんきば   | 1978年2月1日     | 1978年2月1日       | 新木場1〜4（全）       | 町名成立は一〜三丁目が1972年11月1日、四丁目が1979年4月1日（当時は住居表示未実施）。                            |
| 新木場三丁目 | しんきば   | 1978年2月1日     | 1978年2月1日       | 新木場1〜4（全）       | 町名成立は一〜三丁目が1972年11月1日、四丁目が1979年4月1日（当時は住居表示未実施）。                            |
| 新木場四丁目 | しんきば   | 2009年11月1日    | 2009年11月1日      | 新木場1〜4（全）       | 町名成立は一〜三丁目が1972年11月1日、四丁目が1979年4月1日（当時は住居表示未実施）。                            |
| 辰巳一丁目   | たつみ     | 1968年4月1日     | 1968年4月1日       | 辰巳1・2（全）         | 町名成立は一丁目が1966年、二丁目が1967年、三丁目が1976年（当時は住居表示未実施）。                             |
| 辰巳二丁目   | たつみ     | 1968年4月1日     | 1968年4月1日       | 辰巳1・2（全）         | 町名成立は一丁目が1966年、二丁目が1967年、三丁目が1976年（当時は住居表示未実施）。                             |
| 辰巳三丁目   | たつみ     | 2009年11月1日    | 2009年11月1日      | 辰巳1・2（全）         | 町名成立は一丁目が1966年、二丁目が1967年、三丁目が1976年（当時は住居表示未実施）。                             |
| 夢の島一丁目 | ゆめのしま | 2009年11月1日    | 2009年11月1日      | 夢の島                 | 町名成立は1975年3月1日（当時は住居表示未実施、丁目の設定なし）                                                 |
| 夢の島二丁目 | ゆめのしま | 2009年11月1日    | 2009年11月1日      | 夢の島                 | 町名成立は1975年3月1日（当時は住居表示未実施、丁目の設定なし）                                                 |
| 夢の島三丁目 | ゆめのしま | 2009年11月1日    | 2009年11月1日      | 夢の島                 | 町名成立は1975年3月1日（当時は住居表示未実施、丁目の設定なし）                                                 |
| 若洲一丁目   | わかす     | 2009年11月1日    | 2009年11月1日      | 若洲                   | 町名成立は1979年11月1日（当時は住居表示未実施、丁目の設定なし）                                                |
| 若洲二丁目   | わかす     | 2009年11月1日    | 2009年11月1日      | 若洲                   | 町名成立は1979年11月1日（当時は住居表示未実施、丁目の設定なし）                                                |
| 若洲三丁目   | わかす     | 2009年11月1日    | 2009年11月1日      | 若洲                   | 町名成立は1979年11月1日（当時は住居表示未実施、丁目の設定なし）                                                |

| 町名         | 町名の読み   | 町区域新設年月日 | 住居表示実施年月日 | 住居表示実施前の町名等                           | 備考 |
| ------------ | ------------ | ---------------- | ------------------ | ------------------------------------------------ | ---- |
| 白河一丁目   | しらかわ     | 1970年4月1日     | 1970年4月1日       | 深川白河町1〜4（全）                             |      |
| 白河二丁目   | しらかわ     | 1970年4月1日     | 1970年4月1日       | 深川白河町1〜4（全）                             |      |
| 白河三丁目   | しらかわ     | 1970年4月1日     | 1970年4月1日       | 深川白河町1〜4（全）                             |      |
| 白河四丁目   | しらかわ     | 1970年4月1日     | 1970年4月1日       | 深川白河町1〜4（全）                             |      |
| 新大橋一丁目 | しんおおはし | 1971年4月1日     | 1971年4月1日       | 深川新大橋1〜3（全）、深川森下町1                |      |
| 新大橋二丁目 | しんおおはし | 1971年4月1日     | 1971年4月1日       | 深川新大橋1〜3（全）、深川森下町1                |      |
| 新大橋三丁目 | しんおおはし | 1971年4月1日     | 1971年4月1日       | 深川新大橋1〜3（全）、深川森下町1                |      |
| 森下一丁目   | もりした     | 1971年4月1日     | 1971年4月1日       | 深川森下町2（全）、深川高橋2〜5（全）、深川高橋1 |      |
| 森下二丁目   | もりした     | 1971年4月1日     | 1971年4月1日       | 深川森下町2（全）、深川高橋2〜5（全）、深川高橋1 |      |
| 森下三丁目   | もりした     | 1971年4月1日     | 1971年4月1日       | 深川森下町2（全）、深川高橋2〜5（全）、深川高橋1 |      |
| 森下四丁目   | もりした     | 1971年4月1日     | 1971年4月1日       | 深川森下町2（全）、深川高橋2〜5（全）、深川高橋1 |      |
| 森下五丁目   | もりした     | 1971年4月1日     | 1971年4月1日       | 深川森下町2（全）、深川高橋2〜5（全）、深川高橋1 |      |
| 清澄一丁目   | きよすみ     | 1970年4月1日     | 1970年4月1日       | 深川清澄町1〜3（全）                             |      |
| 清澄二丁目   | きよすみ     | 1970年4月1日     | 1970年4月1日       | 深川清澄町1〜3（全）                             |      |
| 清澄三丁目   | きよすみ     | 1970年4月1日     | 1970年4月1日       | 深川清澄町1〜3（全）                             |      |
| 高橋         | たかばし     | 1971年4月1日     | 1971年4月1日       | 深川高橋1                                        |      |
| 常盤一丁目   | ときわ       | 1971年4月1日     | 1971年4月1日       | 深川常盤町1・2（全）                             |      |
| 常盤二丁目   | ときわ       | 1971年4月1日     | 1971年4月1日       | 深川常盤町1・2（全）                             |      |
| 三好一丁目   | みよし       | 1970年4月1日     | 1970年4月1日       | 深川三好町1・3・4（全）、深川三好町2             |      |
| 三好二丁目   | みよし       | 1970年4月1日     | 1970年4月1日       | 深川三好町1・3・4（全）、深川三好町2             |      |
| 三好三丁目   | みよし       | 1970年4月1日     | 1970年4月1日       | 深川三好町1・3・4（全）、深川三好町2             |      |
| 三好四丁目   | みよし       | 1970年4月1日     | 1970年4月1日       | 深川三好町1・3・4（全）、深川三好町2             |      |
| 平野一丁目   | ひらの       | 1970年4月1日     | 1970年4月1日       | 深川平野町1〜4（全）、深川三好町2                |      |
| 平野二丁目   | ひらの       | 1970年4月1日     | 1970年4月1日       | 深川平野町1〜4（全）、深川三好町2                |      |
| 平野三丁目   | ひらの       | 1970年4月1日     | 1970年4月1日       | 深川平野町1〜4（全）、深川三好町2                |      |
| 平野四丁目   | ひらの       | 1970年4月1日     | 1970年4月1日       | 深川平野町1〜4（全）、深川三好町2                |      |

| 町名           | 町名の読み         | 町区域新設年月日 | 住居表示実施年月日 | 住居表示実施前の町名等            | 備考 |
| -------------- | ------------------ | ---------------- | ------------------ | --------------------------------- | ---- |
| 富岡一丁目     | とみおか           | 1969年4月1日     | 1969年4月1日       | 深川富岡町1・2（全）              |      |
| 富岡二丁目     | とみおか           | 1969年4月1日     | 1969年4月1日       | 深川富岡町1・2（全）              |      |
| 深川一丁目     | ふかがわ           | 1969年4月1日     | 1969年4月1日       | 深川1・2（全）                    |      |
| 深川二丁目     | ふかがわ           | 1969年4月1日     | 1969年4月1日       | 深川1・2（全）                    |      |
| 門前仲町一丁目 | もんぜんなかちょう | 1969年4月1日     | 1969年4月1日       | 深川門前仲町1・2（全）            |      |
| 門前仲町二丁目 | もんぜんなかちょう | 1969年4月1日     | 1969年4月1日       | 深川門前仲町1・2（全）            |      |
| 冬木           | ふゆき             | 1969年4月1日     | 1969年4月1日       | 深川冬木町（全）                  |      |
| 永代一丁目     | えいたい           | 1969年4月1日     | 1969年4月1日       | 深川永代1・2（全）                |      |
| 永代二丁目     | えいたい           | 1969年4月1日     | 1969年4月1日       | 深川永代1・2（全）                |      |
| 佐賀一丁目     | さが               | 1969年4月1日     | 1969年4月1日       | 深川佐賀町1・2（全）              |      |
| 佐賀二丁目     | さが               | 1969年4月1日     | 1969年4月1日       | 深川佐賀町1・2（全）              |      |
| 越中島一丁目   | えっちゅうじま     | 1969年4月1日     | 1969年4月1日       | 深川越中島町（全）、深川牡丹町1   |      |
| 越中島二丁目   | えっちゅうじま     | 1969年4月1日     | 1969年4月1日       | 深川越中島町（全）、深川牡丹町1   |      |
| 越中島三丁目   | えっちゅうじま     | 1969年4月1日     | 1969年4月1日       | 深川越中島町（全）、深川牡丹町1   |      |
| 牡丹一丁目     | ぼたん             | 1969年4月1日     | 1969年4月1日       | 深川牡丹町2〜4（全）、深川牡丹町1 |      |
| 牡丹二丁目     | ぼたん             | 1969年4月1日     | 1969年4月1日       | 深川牡丹町2〜4（全）、深川牡丹町1 |      |
| 牡丹三丁目     | ぼたん             | 1969年4月1日     | 1969年4月1日       | 深川牡丹町2〜4（全）、深川牡丹町1 |      |
| 福住一丁目     | ふくずみ           | 1969年4月1日     | 1969年4月1日       | 深川福住町1・2（全）              |      |
| 福住二丁目     | ふくずみ           | 1969年4月1日     | 1969年4月1日       | 深川福住町1・2（全）              |      |
| 古石場一丁目   | ふるいしば         | 1969年4月1日     | 1969年4月1日       | 深川古石場1〜4（全）、深川牡丹町1 |      |
| 古石場二丁目   | ふるいしば         | 1969年4月1日     | 1969年4月1日       | 深川古石場1〜4（全）、深川牡丹町1 |      |
| 古石場三丁目   | ふるいしば         | 1969年4月1日     | 1969年4月1日       | 深川古石場1〜4（全）、深川牡丹町1 |      |

| 町名       | 町名の読み | 町区域新設年月日 | 住居表示実施年月日 | 住居表示実施前の町名等           | 備考 |
| ---------- | ---------- | ---------------- | ------------------ | -------------------------------- | ---- |
| 毛利一丁目 | もうり     | 1968年12月1日    | 1968年12月1日      | 深川毛利町（全）                 |      |
| 毛利二丁目 | もうり     | 1968年12月1日    | 1968年12月1日      | 深川毛利町（全）                 |      |
| 住吉一丁目 | すみよし   | 1968年12月1日    | 1968年12月1日      | 深川住吉町1・2（全）             |      |
| 住吉二丁目 | すみよし   | 1968年12月1日    | 1968年12月1日      | 深川住吉町1・2（全）             |      |
| 猿江一丁目 | さるえ     | 1968年12月1日    | 1968年12月1日      | 深川猿江町1・2（全）             |      |
| 猿江二丁目 | さるえ     | 1968年12月1日    | 1968年12月1日      | 深川猿江町1・2（全）             |      |
| 扇橋一丁目 | おうぎばし | 1968年12月1日    | 1968年12月1日      | 深川扇橋1〜3（全）               |      |
| 扇橋二丁目 | おうぎばし | 1968年12月1日    | 1968年12月1日      | 深川扇橋1〜3（全）               |      |
| 扇橋三丁目 | おうぎばし | 1968年12月1日    | 1968年12月1日      | 深川扇橋1〜3（全）               |      |
| 石島       | いしじま   | 1968年12月1日    | 1968年12月1日      | 深川石島町                       |      |
| 海辺       | うみべ     | 1968年12月1日    | 1968年12月1日      | 深川海辺町（全）                 |      |
| 千石一丁目 | せんごく   | 1968年12月1日    | 1968年12月1日      | 深川千石町1〜3（全）、深川石島町 |      |
| 千石二丁目 | せんごく   | 1968年12月1日    | 1968年12月1日      | 深川千石町1〜3（全）、深川石島町 |      |
| 千石三丁目 | せんごく   | 1968年12月1日    | 1968年12月1日      | 深川千石町1〜3（全）、深川石島町 |      |
| 千田       | せんだ     | 1968年12月1日    | 1968年12月1日      | 深川千田町                       |      |

| 町名       | 町名の読み | 町区域新設年月日 | 住居表示実施年月日 | 住居表示実施前の町名等 | 備考 |
| ---------- | ---------- | ---------------- | ------------------ | ---------------------- | ---- |
| 亀戸一丁目 | かめいど   | 1968年8月1日     | 1968年8月1日       | 亀戸町1〜9（全）       |      |
| 亀戸二丁目 | かめいど   | 1968年8月1日     | 1968年8月1日       | 亀戸町1〜9（全）       |      |
| 亀戸三丁目 | かめいど   | 1968年8月1日     | 1968年8月1日       | 亀戸町1〜9（全）       |      |
| 亀戸四丁目 | かめいど   | 1968年8月1日     | 1968年8月1日       | 亀戸町1〜9（全）       |      |
| 亀戸五丁目 | かめいど   | 1968年8月1日     | 1968年8月1日       | 亀戸町1〜9（全）       |      |
| 亀戸六丁目 | かめいど   | 1968年8月1日     | 1968年8月1日       | 亀戸町1〜9（全）       |      |
| 亀戸七丁目 | かめいど   | 1968年8月1日     | 1968年8月1日       | 亀戸町1〜9（全）       |      |
| 亀戸八丁目 | かめいど   | 1968年8月1日     | 1968年8月1日       | 亀戸町1〜9（全）       |      |
| 亀戸九丁目 | かめいど   | 1968年12月1日    | 1968年12月1日      | 亀戸町1〜9（全）       |      |

| 町名       | 町名の読み | 町区域新設年月日 | 住居表示実施年月日 | 住居表示実施前の町名等 | 備考 |
| ---------- | ---------- | ---------------- | ------------------ | ---------------------- | ---- |
| 大島一丁目 | おおじま   | 1965年1月1日     | 1965年1月1日       | 大島町1〜8（全）       |      |
| 大島二丁目 | おおじま   | 1965年1月1日     | 1965年1月1日       | 大島町1〜8（全）       |      |
| 大島三丁目 | おおじま   | 1965年1月1日     | 1965年1月1日       | 大島町1〜8（全）       |      |
| 大島四丁目 | おおじま   | 1965年1月1日     | 1965年1月1日       | 大島町1〜8（全）       |      |
| 大島五丁目 | おおじま   | 1965年1月1日     | 1965年1月1日       | 大島町1〜8（全）       |      |
| 大島六丁目 | おおじま   | 1965年1月1日     | 1965年1月1日       | 大島町1〜8（全）       |      |
| 大島七丁目 | おおじま   | 1965年1月1日     | 1965年1月1日       | 大島町1〜8（全）       |      |
| 大島八丁目 | おおじま   | 1965年1月1日     | 1965年1月1日       | 大島町1〜8（全）       |      |
| 大島九丁目 | おおじま   | 1965年1月1日     | 1965年1月1日       | 大島町1〜8（全）       |      |

| 町名       | 町名の読み | 町区域新設年月日 | 住居表示実施年月日 | 住居表示実施前の町名等                    | 備考 |
| ---------- | ---------- | ---------------- | ------------------ | ----------------------------------------- | ---- |
| 北砂一丁目 | きたすな   | 1966年1月1日     | 1966年1月1日       | 北砂町1〜4（全）、北砂町5〜7              |      |
| 北砂二丁目 | きたすな   | 1966年1月1日     | 1966年1月1日       | 北砂町1〜4（全）、北砂町5〜7              |      |
| 北砂三丁目 | きたすな   | 1966年1月1日     | 1966年1月1日       | 北砂町1〜4（全）、北砂町5〜7              |      |
| 北砂四丁目 | きたすな   | 1966年1月1日     | 1966年1月1日       | 北砂町1〜4（全）、北砂町5〜7              |      |
| 北砂五丁目 | きたすな   | 1966年1月1日     | 1966年1月1日       | 北砂町1〜4（全）、北砂町5〜7              |      |
| 北砂六丁目 | きたすな   | 1966年1月1日     | 1966年1月1日       | 北砂町1〜4（全）、北砂町5〜7              |      |
| 北砂七丁目 | きたすな   | 1966年1月1日     | 1966年1月1日       | 北砂町1〜4（全）、北砂町5〜7              |      |
| 東砂一丁目 | ひがしすな | 1966年1月1日     | 1966年1月1日       | 北砂町8〜10（全）、北砂町5〜7、南砂町6〜9 |      |
| 東砂二丁目 | ひがしすな | 1966年1月1日     | 1966年1月1日       | 北砂町8〜10（全）、北砂町5〜7、南砂町6〜9 |      |
| 東砂三丁目 | ひがしすな | 1966年1月1日     | 1966年1月1日       | 北砂町8〜10（全）、北砂町5〜7、南砂町6〜9 |      |
| 東砂四丁目 | ひがしすな | 1966年1月1日     | 1966年1月1日       | 北砂町8〜10（全）、北砂町5〜7、南砂町6〜9 |      |
| 東砂五丁目 | ひがしすな | 1967年7月1日     | 1967年7月1日       | 北砂町8〜10（全）、北砂町5〜7、南砂町6〜9 |      |
| 東砂六丁目 | ひがしすな | 1967年7月1日     | 1967年7月1日       | 北砂町8〜10（全）、北砂町5〜7、南砂町6〜9 |      |
| 東砂七丁目 | ひがしすな | 1967年7月1日     | 1967年7月1日       | 北砂町8〜10（全）、北砂町5〜7、南砂町6〜9 |      |
| 東砂八丁目 | ひがしすな | 1967年7月1日     | 1967年7月1日       | 北砂町8〜10（全）、北砂町5〜7、南砂町6〜9 |      |

| 町名       | 町名の読み | 町区域新設年月日 | 住居表示実施年月日 | 住居表示実施前の町名等                                       | 備考 |
| ---------- | ---------- | ---------------- | ------------------ | ------------------------------------------------------------ | ---- |
| 南砂一丁目 | みなみすな | 1967年7月1日     | 1967年7月1日       | 南砂町1・2・3・5（全）、南砂町4・6、深川平井町3、深川東陽町3 |      |
| 南砂二丁目 | みなみすな | 1967年7月1日     | 1967年7月1日       | 南砂町1・2・3・5（全）、南砂町4・6、深川平井町3、深川東陽町3 |      |
| 南砂三丁目 | みなみすな | 1967年7月1日     | 1967年7月1日       | 南砂町1・2・3・5（全）、南砂町4・6、深川平井町3、深川東陽町3 |      |
| 南砂四丁目 | みなみすな | 1967年7月1日     | 1967年7月1日       | 南砂町1・2・3・5（全）、南砂町4・6、深川平井町3、深川東陽町3 |      |
| 南砂五丁目 | みなみすな | 1967年7月1日     | 1967年7月1日       | 南砂町1・2・3・5（全）、南砂町4・6、深川平井町3、深川東陽町3 |      |
| 南砂六丁目 | みなみすな | 1967年7月1日     | 1967年7月1日       | 南砂町1・2・3・5（全）、南砂町4・6、深川平井町3、深川東陽町3 |      |
| 南砂七丁目 | みなみすな | 1967年7月1日     | 1967年7月1日       | 南砂町1・2・3・5（全）、南砂町4・6、深川平井町3、深川東陽町3 |      |
| 新砂一丁目 | しんすな   | 1967年7月1日     | 1967年7月1日       | 南砂町4・9、深川加崎町                                       |      |
| 新砂二丁目 | しんすな   | 1967年7月1日     | 1967年7月1日       | 南砂町4・9、深川加崎町                                       |      |
| 新砂三丁目 | しんすな   | 1967年7月1日     | 1967年7月1日       | 南砂町4・9、深川加崎町                                       |      |

| 町名         | 町名の読み | 町区域新設年月日 | 住居表示実施年月日 | 住居表示実施前の町名等 | 備考 |
| ------------ | ---------- | ---------------- | ------------------ | ---------------------- | ---- |
| 海の森一丁目 | うみのもり | 2020年4月1日     | 未実施             |                        |      |
| 海の森二丁目 | うみのもり | 2020年4月1日     | 未実施             |                        |      |
| 海の森三丁目 | うみのもり | 2020年4月1日     | 未実施             |                        |      |